# Giovinezza giovinezza
Giovinezza giovinezza è un film del 1969 diretto da Franco Rossi, tratto dal romanzo omonimo di Luigi Preti pubblicato nel 1964. Il romanzo è ambientato a Padusa, una città immaginaria, in cui si riconosce comunque Ferrara, la sua città d'origine.

## Trama
Il film è ambientato principalmente a Ferrara nel periodo antecedente la Seconda guerra mondiale. I protagonisti sono i fratelli Mariuccia e Giordano Cavallari, ed il loro amico d'infanzia Giulio Govoni. I due fratelli appartengono ad una famiglia medio- borghese di "agrari",  mentre il terzo ha origini più umili, è figlio di un sarto. I tre ragazzi sono poco più che ventenni all'epoca. Nonostante una giovanile spensieratezza, cominciano a maturare  i loro ideali: da un lato Giordano, pur cullandosi in una sorta d indolenza congenita, si avvicina progressivamente a gruppi critici del Regime, in contrasto con la convinta adesione da parte del padre, mentre Giulio vede nel Fascismo, il 'Potere' che vuole dare una possibilità, anche a chi come lui viene da un ceto sociale basso, ed è per questo molto orgoglioso dei suoi successi nello studio. Questo sguardo ottimistico sul futuro lo porterà addirittura a sognare un futuro con Mariuccia, assai improbabile vista la differenza di classe sociale. Mariuccia, dal canto suo, vive da giovane donna spensierata e piuttosto indifferente alla politica; sposerà Efrem, un pilota mandato a supportare i franchisti in Spagna. Una volta scoppiata la guerra mondiale i destini dei tre giovani si separeranno per sempre.

## Produzione
Il film fu girato nell'autunno 1968, oltre che a Ferrara, a Tresigallo, Pomposa di Codigoro, Cento e nell'Isola di Albarella..
In particolare, a Ferrara furono ripresi alcuni edifici quali Palazzo dei Diamanti, la caserma "Pozzuolo del Friuli" in via Cisterna del Follo, oggi abbandonata, il palazzo del Monte di Pietà in Largo Castello, il Palazzo delle Poste centrali e Villa Melchiorri in viale Cavour.
Da notare che fu il primo lungometraggio, come direttore della fotografia, di Vittorio Storaro.

## Riconoscimenti
- 1970 - Nastri d'argento
  - Nastro d'argento alla migliore fotografia a Vittorio Storaro